# Łabski Kocioł

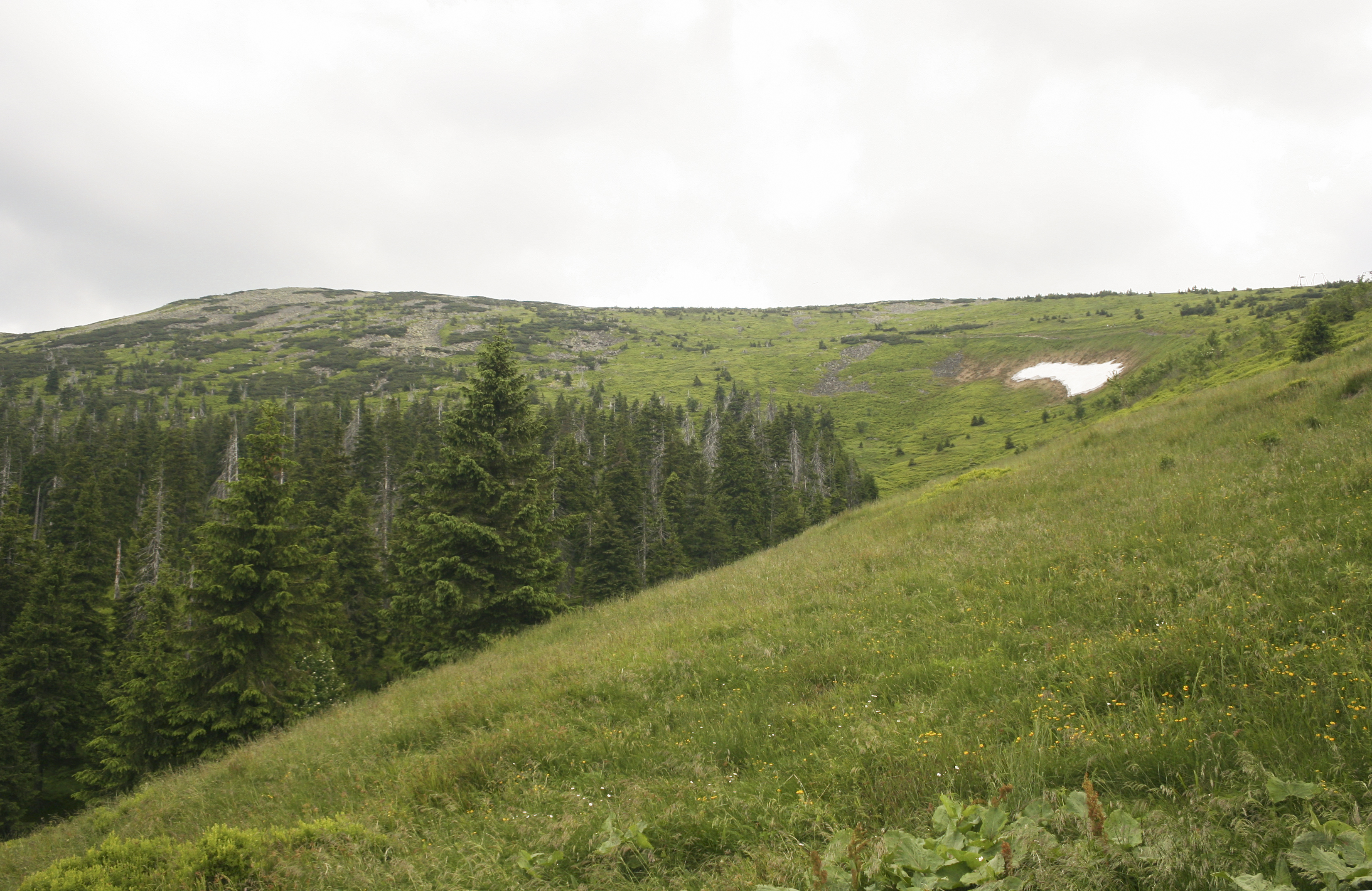
Łabski Kocioł

Łabski Kocioł  – nisza niwalna w Sudetach Zachodnich w Karkonoszach.
Łabski Kocioł położony jest w południowo-zachodniej Polsce, w Sudetach Zachodnich, w paśmie Karkonoszy, na terenie Karkonoskiego Parku Narodowego, pomiędzy Szrenicą na zachodzie i Śnieżnymi Kotłami na wschodzie, na północno-zachodnim zboczu Łabskiego Szczytu, na wysokości około 1250–1300 m n.p.m.
Jest to nisza niwalna o dnie głęboko wciętym w zbocze doliny o półkolistym zarysie, podcinającej północno-zachodnie zbocze Łabskiego Szczytu. Ściany niszy łagodnie opadają, a dno jest wąskie i płytkie. 
Zbocza niszy częściowo porośnięte są kosodrzewiną. Rośnie tu wiele gatunków ziół. W samym kotle rośnie rzadka roślinność górska i wejście w ten teren jest zabronione. Łabski Kocioł stanowi szczególnie niebezpieczne miejsce zimą z powodu schodzących tu lawin ze stromych stoków Łabskiego Szczytu. Płaty śnieżne leżą w kotle nieraz do końca lipca. W Łabskim Kotle źródło ma Bystry Potok.
Powstała w wyniku zalegania przez długi czas zlodowaciałej pokrywy śnieżnej w górnej partii istniejącej wcześniej doliny rzecznej. Śniegu było na tyle dużo, że nie topniał w ciągu lata lecz zamieniał się w firn, być może lód, ale na tyle mało, że nie przekształcił się w lodowiec górski. Nie powstał cyrk lodowcowy ani jęzor lodowcowy ani moreny. Proces ten miał miejsce w plejstocenie, prawdopodobnie podczas ostatniego zlodowacenia (zlodowacenia bałtyckiego).

## Turystyka
W pobliżu Łabskiego Kotła przechodzą szlaki turystyczne:
- – żółty, prowadzący ze Szklarskiej Poręby na górną krawędź Śnieżnych Kotłów i dalej, trawersuje zachodnie zbocze kotła,
- – zielony, prowadzący Ścieżką nad Reglami ze schroniska Pod Łabskim Szczytem do Śnieżnych Kotłów, przechodzi dolną krawędzią kotła.

Z niszy rozciąga się widok na Szrenicę oraz rejon Szklarskiej Poręby. Przy Łabskim Kotle znajduje się górskie schronisko PTTK pod Łabskim Szczytem.